# Dimo Hamaambo
Mweukefina Kulaumone Jerobeam „Dimo“ Hamaambo, auch Amaambo (* 27. Oktober 1932 in Eengava, Südwestafrika; † 8. September 2002 in Windhoek) war ein namibischer Militärangehöriger, Kommandant von PLAN und in seiner letzten Dienststellung als Oberkommandierender der Namibian Defence Force (Chief of Defence Force) im Rang eines Generalleutnants bis zu seiner Pensionierung aktiv.

## Jugend und Ausbildung
Dimo Hamaambo kam in einer kinderreichen Familie zur Welt. Er hatte 12 Geschwister. Seine Eltern waren Josephina Melila Shipo und Jona Hamaambo. Die ersten Jahre seiner Schulzeit verbrachte Dimo Hamaambo in Ohaingu und Engela. Als Jugendlicher verdiente er sich zunächst mit Farmkontraktarbeit das erste Geld; danach bei den South African Railways, zwischen 1950 und 1952 als Angestellter bei Consolidated Diamond Mines (CDM). Weitere Stationen seines frühen Arbeitslebens waren eine Konservenfabrik in Walvis Bay sowie der Goldbergbau in Johannesburg. Danach setzte er seinen Bildungsweg an Schulen in Onekwaya (St. Mary's Mission School, anglikanisch) und Odibo (Odibo St. Mary’s Mission, anglikanisch) fort.
In Walvis Bay trat er 1959 der Ovamboland Volksorganisation bei. In der Zeit 1960/1961 verließ Dimo Hamaambo Südwestafrika und wandte sich nach Angola, wo er von der Hafenstadt Lobito auf dem Seeweg nach Großbritannien reiste. Die britischen Behörden verweigerten ihm jedoch die Einreise und er musste zwangsweise zurückkehren. Im Anschluss wanderte er über Betschuanaland nach Tanganjika aus, wo er 1962 eintraf.
Die erste militärische Ausbildung erhielt Dimo Hamaambo in Algerien. Weitere militärwissenschaftliche Studien absolvierte er in der Sowjetunion. 1966 erfolgte seine Beförderung zum Second Deputy Army Commander (2. Stellvertretender Kommandeur) der South West Africa Liberation Army (SWALA, später PLAN); 1967 bereits zum First Deputy Army Commander (1. Stellvertreter). Ein Jahr später übernahm er die Führung dieser militärischen Organisation, nachdem sein Vorgänger Tobias Hainyeko bei einem Gefecht am Cuando im Caprivizipfel durch südafrikanische Militäreinheiten 1967 getötet worden war. Das PLAN-Oberkommando führte Hamaambo bis 1989. Sein Stellvertreter war Solomon Hawala, der zudem als Sicherheitschef der SWAPO durch seine unnachgiebige Behandlung politisch abweichender Personen später mit Foltervorwürfen konfrontiert wurde. Hamaambo war zugleich Führungskraft in der SWAPO; hier seit 1983 zugleich als Mitglied des Politbüros und des Zentralkomitees in einflussreicher Stellung vertreten.
Hamaambo veranlasste um 1977 die Errichtung eines Verwaltungszentrums für die PLAN in Cassinga, nachdem die militärische Operationsbasis der SWAPO von Sambia nach Angola (SWAPO Defence Headquarters seit 1976/1977 bei Lubango) verlegt wurde. Es wurden hier unbewohnte Gebäude in der Nähe eines ehemaligen Eisenbergwerks genutzt, die an der Straße zwischen Huambo und Techamutete (wo seit etwa 1975 kubanische Truppen stationiert waren) lagen. Zeitweilig befand sich hier auch ein Zwischenlager für Flüchtlinge des Bürgerkriegs und für Kämpfer des Operationsgebietes an der angolanisch-südwestafrikanischen Grenze.
Im Rahmen des Transformationsprozesses kehrte Hamaambo 1989 noch vor der Unabhängigkeit seines Landes nach Namibia zurück. Er wurde 1990 zum ersten Chief of Defence Forces ernannt. Im Jahre 2000 trat er in den Ruhestand.
Sein Nachfolger, Solomon Hawala, übernahm im Jahr 2000 das höchste militärische Amt Namibias. Hamaambo wurde nach einem gesundheitlichen Zusammenbruch in das Windhoek Central Hospital eingeliefert und noch am selben Tag in das  Roman Catholic Hospital verlegt, wo er verstarb. Ihm zu Ehren erfolgte ein Staatsbegräbnis und er wurde am 14. September 2002 als erster Verstorbener auf dem National Heroes’ Acre bei Windhoek bestattet.

## Ehrungen
- Militärstandort Lt General Dimo Hamaambo Garrison, Grootfontein
- Korvette Lt. Gen Dimo Hamaambo der Namibischen Marine (inzwischen stillgelegt[8])[9]